# Raïssa Dapina
Raïssa Dapina, née le 27 septembre 1995 à Paris, est une handballeuse franco-sénégalaise évoluant au poste d'ailière droite.

## Carrière

### En club
Elle commence le handball à 10 ans au Cergy-Pontoise Handball 95 puis joue au sein de l'Olympique Rodemack Handball, club du village médiéval de Rodemack en Moselle.
Elle évolue de 2009 à 2013 au Yutz Handball féminin, puis de 2013 à 2016 au Metz Handball avant de s'engager en 2016 avec l'Achenheim Truchtersheim Handball .
Elle rejoint en 2017 le CJF Fleury Loiret Handball, puis le club de Nantes en 2021.

### En sélection
Elle évolue dans sa jeunesse en équipes de France jeune et cadette.
Elle rejoint l'équipe du Sénégal féminine de handball en mars 2016. Elle dispute alors la finale du Championnat d'Afrique des nations 2016 mais le Sénégal est ensuite disqualifié pour avoir aligné une joueuse non qualifiée.
En 2018, elle atteint la finale du Championnat d’Afrique des Nations. Elle fait partie de l'équipe sénégalaise terminant cinquième du Championnat d'Afrique des nations féminin de handball 2021 ; elle est élue meilleure ailière droite de la compétition.

## Palmarès

### En équipe nationale
championnats d'Afrique
- Médaille d'argent au championnat d'Afrique 2018
- 4e au championnat d'Afrique 2022
- 5e au championnat d'Afrique 2021